# Olivet (Loiret)
Olivet é uma comuna francesa na região administrativa do Centro, no departamento Loiret. Estende-se por uma área de 23,4 km². Em 2010 a comuna tinha 22 639 habitantes (densidade: 967,5 hab./km²).